# Bryorella conspecta
Bryorella conspecta är en svampart som beskrevs av Döbbeler 1981. Bryorella conspecta ingår i släktet Bryorella, klassen Dothideomycetes, divisionen sporsäcksvampar och riket svampar.   Inga underarter finns listade i Catalogue of Life.